# Tragia lassia
Tragia lassia là một loài thực vật có hoa trong họ Đại kích. Loài này được Radcl.-Sm. & Govaerts miêu tả khoa học đầu tiên năm 1997.